# I Won't Give Up
I Won't Give Up is de eerste single van het vierde album, Love is a four letter word, van Jason Mraz. Het nummer werd 3 januari 2012 als muziekdownload uitgebracht en kwam 7 januari op nummer 52 binnen in de Nederlandse Single Top 100. In dezelfde week was het nummer Alarmschijf op Radio 538, een week later werd het ook 3FM Megahit op 3FM. Het is Mraz's eerste Alarmschijf, tweede Megahit en zesde hitsingle in de Nederlandse Single Top 100.

## Hitnoteringen

### Nederlandse Top 40
| Positie: | 24 | 15 | 14 | 12 | 12 | 8  | 9  | 8  | 8  | 8  | 9  | 8   | 9 |
| Week:    | 14 | 15 | 16 | 17 | 18 | 19 | 20 | 21 | 22 | 23 | 24 |     |   |
| Positie: | 8  | 3  | 5  | 8  | 8  | 10 | 18 | 25 | 33 | 38 | 40 | uit |   |

### NederlandseSingle Top 100
| Hitnotering: 07-01-2012 t/m 11-08-2012 | Hitnotering: 07-01-2012 t/m 11-08-2012 | Hitnotering: 07-01-2012 t/m 11-08-2012 | Hitnotering: 07-01-2012 t/m 11-08-2012 | Hitnotering: 07-01-2012 t/m 11-08-2012 | Hitnotering: 07-01-2012 t/m 11-08-2012 | Hitnotering: 07-01-2012 t/m 11-08-2012 | Hitnotering: 07-01-2012 t/m 11-08-2012 | Hitnotering: 07-01-2012 t/m 11-08-2012 | Hitnotering: 07-01-2012 t/m 11-08-2012 | Hitnotering: 07-01-2012 t/m 11-08-2012 | Hitnotering: 07-01-2012 t/m 11-08-2012 | Hitnotering: 07-01-2012 t/m 11-08-2012 | Hitnotering: 07-01-2012 t/m 11-08-2012 | Hitnotering: 07-01-2012 t/m 11-08-2012 | Hitnotering: 07-01-2012 t/m 11-08-2012 | Hitnotering: 07-01-2012 t/m 11-08-2012 | Hitnotering: 07-01-2012 t/m 11-08-2012 |
| Week:                                  | 1                                      | 2                                      | 3                                      | 4                                      | 5                                      | 6                                      | 7                                      | 8                                      | 9                                      | 10                                     | 11                                     | 12                                     | 13                                     | 14                                     | 15                                     | 16                                     | 17                                     |
| -------------------------------------- | -------------------------------------- | -------------------------------------- | -------------------------------------- | -------------------------------------- | -------------------------------------- | -------------------------------------- | -------------------------------------- | -------------------------------------- | -------------------------------------- | -------------------------------------- | -------------------------------------- | -------------------------------------- | -------------------------------------- | -------------------------------------- | -------------------------------------- | -------------------------------------- | -------------------------------------- |
| Positie:                               | 52                                     | 23                                     | 22                                     | 20                                     | 13                                     | 12                                     | 11                                     | 14                                     | 15                                     | 10                                     | 9                                      | 13                                     | 10                                     | 7                                      | 6                                      | 3                                      | 4                                      |
| Week:                                  | 18                                     | 19                                     | 20                                     | 21                                     | 22                                     | 23                                     | 24                                     | 25                                     | 26                                     | 27                                     | 28                                     | 29                                     | 30                                     | 31                                     | 32                                     |                                        |                                        |
| Positie:                               | 9                                      | 4                                      | 8                                      | 22                                     | 32                                     | 33                                     | 35                                     | 33                                     | 40                                     | 45                                     | 39                                     | 50                                     | 65                                     | 65                                     | 84                                     | uit                                    |                                        |

### VlaamseRadio 2 Top 30
| Hitnotering: 07-04-2012 t/m 02-06-2012 | Hitnotering: 07-04-2012 t/m 02-06-2012 | Hitnotering: 07-04-2012 t/m 02-06-2012 | Hitnotering: 07-04-2012 t/m 02-06-2012 | Hitnotering: 07-04-2012 t/m 02-06-2012 | Hitnotering: 07-04-2012 t/m 02-06-2012 | Hitnotering: 07-04-2012 t/m 02-06-2012 | Hitnotering: 07-04-2012 t/m 02-06-2012 | Hitnotering: 07-04-2012 t/m 02-06-2012 | Hitnotering: 07-04-2012 t/m 02-06-2012 | Hitnotering: 07-04-2012 t/m 02-06-2012 |
| Week:                                  | 1                                      | 2                                      | 3                                      | 4                                      | 5                                      | 6                                      | 7                                      | 8                                      | 9                                      |                                        |
| -------------------------------------- | -------------------------------------- | -------------------------------------- | -------------------------------------- | -------------------------------------- | -------------------------------------- | -------------------------------------- | -------------------------------------- | -------------------------------------- | -------------------------------------- | -------------------------------------- |
| Positie:                               | 23                                     | 21                                     | 21                                     | 22                                     | 22                                     | 23                                     | 27                                     | 28                                     | 30                                     | uit                                    |

### NPO Radio 2 Top 2000
| Nummer met noteringen in de NPO Radio 2 Top 2000 | '12 | '13 | '14 | '15 | '16 | '17 | '18  | '19  | '20  | '21  |
| ------------------------------------------------ | --- | --- | --- | --- | --- | --- | ---- | ---- | ---- | ---- |
| I Won't Give Up                                  | 305 | 498 | 621 | 627 | 812 | 936 | 1298 | 1403 | 1561 | 1677 |

1. ↑  Een vetgedrukt getal geeft de hoogste notering aan.
2. ↑  2012 was het eerste jaar met een notering voor dit nummer.
3. ↑  Deze tabel is bijgewerkt tot en met de laatste editie (2024).